# Amplifiki
Amplifiki (pronunciado /am.pli.ˈfi.ki/) fue un grupo de música rock en esperanto. Marcó el comienzo de la cultura de música juvenil y moderna en esperanto. Asimismo, fue la primera banda de rock internacional que compuso y cantó en dicho idioma. La productora LF-koop editó su primer trabajo en 1986.
A pesar de que Amplifiki ya no existe, algunos de sus miembros, como Kim Henriksen y Bertilo Wennergren, gozan de popularidad dentro del movimiento esperantista y a menudo actúan en nuevos grupos en los congresos dedicados a esta lengua. El nombre del grupo consiste en un juego de palabras (amplifi+fiki), lo que inició una moda en la comunidad musical del esperanto.
Cabe mencionar que algunas de las canciones de su primer álbum Tute negravas, como IS (himno del Internacia Seminario) y Sola, adquirieron cierta fama en los círculos esperantistas.[cita requerida]

## Integrantes
- Micke Englund
- Bertilo Wennergren (actualmente miembro de Persone)
- Kim Henriksen (actualmente miembro de Esperanto Desperado)
- Aline
- Isabelle
- Martin

## Discografía
- Vinilkosmo-kompil' 2 (1996) - Micke Englund contribuyó con una canción.
- Vinilkosmo-kompil' 1 (1995) - Contribución con un tema: Banala travivaĵo de juna knabo.
- Ĉu ne? (1991)
  1. La puŝĉareto
  2. Promesoj
  3. Nur vi estas ŝanco mia
  4. Lunlumo
  5. Nokturno
  6. Mi volas ŝin
  7. Vi
  8. Vagabond'
  9. Direndaj vortoj
  10. Mi sopiras
  11. Paco
  12. Kaj milit'
  13. Ĉu ne?
- Vinilkosmo-disketo (1990) (contribución con dos títulos)
- Festo de Kristnask'  (1990)
  1. Meznokt' regas
  2. Blanka jul'
  3. Ĉe l' rando de l' ŝose'
  4. Sledveturado
  5. Sankta nokt'
  6. Fest' de kristnasko
  7. Boaco
  8. Sankta Nikolao
  9. Venu sankta nokt'
  10. Stelo de l' dezir'
- Esperanto ne konas landlimojn (1989)
  1. Nur pro la am'
  2. Estas tiel
  3. Nacia fronto
  4. Mi ne volas
  5. Mi ne amas vin
  6. Dario
  7. Nun iras mi for
  8. La arbar'
- Tute negravas (1986)
  1. Sed tute negravas
  2. Domo en Bonn
  3. IS
  4. Aline
  5. Brava bardo
  6. Por ĉiam
  7. Kafo kaj te'
  8. Guma suito
    - La nupto
    - La marŝo
    - La nokto

  9. Somera temp'
  10. Mi kaj ŝi
  11. Ruĝo kaj blu'
  12. Sola